# Nieuport 10
Le Nieuport X ou Nieuport 10 était un avion de reconnaissance biplace puis de chasse monoplace français de la Première Guerre mondiale, fabriqué par les usines Nieuport.

## Historique
En janvier 1914, l'ingénieur Gustave Delage rejoint la Société anonyme des établissements Nieuport, et commence à concevoir une série d'aéronefs qui le rendirent célèbre. Le premier d'entre eux était le Nieuport 10, initialement conçu pour participer au Trophée Gordon Bennett de 1914. La Première Guerre mondiale annula cette participation, et l'appareil fut reconverti en avion de reconnaissance biplace en 1915.
De biplace, beaucoup ont été reconvertis en chasseur monoplace, en couvrant simplement le cockpit avant, et en ajoutant une  mitrailleuse Lewis sur la section centrale de l'aile supérieure. Sous cette forme, l'appareil fut utilisé comme chasseur.

## Conception
Ce type X se caractérisait par des mâts d'interplans en "V" profilés. Le plan inférieur était en arrière, le concept ayant pour but de combiner la stabilité du biplan avec la bonne visibilité de l'aile parasol.
Deux types furent élaborés à partir des Nieuport 10 ; Le Nieuport 11 Bébé, un avion plus petit conçu dès le départ comme un monoplace, et le Nieuport 12, un biplace au moteur plus puissant.

## Variantes
Nieuport 10AV
Cet appareil d'observation biplace avait comme configuration le mitrailleur à l'avant et le pilote à l'arrière.
Nieuport 10AR
Cet appareil d'observation biplace avait comme configuration le pilote à l'avant et le mitrailleur à l'arrière.
Nieuport 10C1
Cet appareil de chasse monoplace était armé d'une Lewis Mk II installée sur l'aile supérieur.
Nieuport N 10 Scout

## Opérateurs
France
 Finlande
 Italie
 Russie impériale
 Royaume-Uni
 Belgique

## Survivant
Un modèle original du Nieuport 10, ayant appartenu à Charles Nungesser, est préservé au Old Rhinebeck Aerodrome (en).